# یوردن تورناریخا

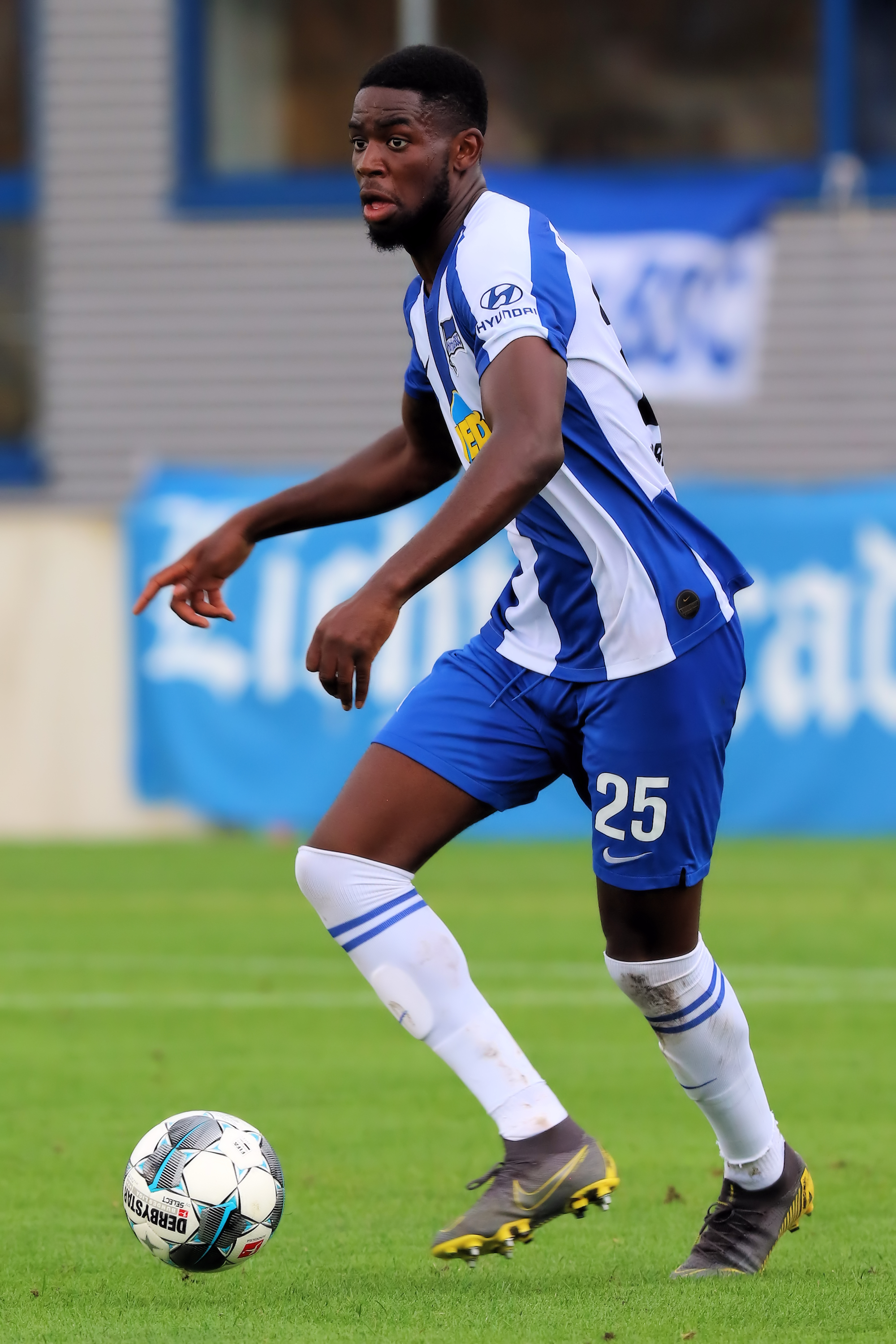
یوردن تورناریخا در حال بازی در تیم هرتابرلین

یوردن تورناریخا (آلمانی: Jordan Torunarigha؛ زادهٔ ۷ اوت ۱۹۹۷) بازیکن فوتبال اهل آلمان است.
از باشگاه‌هایی که در آن بازی کرده‌است می‌توان به باشگاه فوتبال کمنیتس و باشگاه فوتبال هرتابرلین اشاره کرد.
وی همچنین در تیم‌های ملی فوتبال جوانان آلمان و زیر ۲۱ سال آلمان بازی کرده‌است.